# Dušanbe
Dušanbe (tadžiško Душанбе, tadžiško: [duʃæmˈbe]; rusko Душанбе rusko: [dʊʂɐnˈbɛ]) je glavno in največje mesto Tadžikistana. Od marca 2024 je imel Dušanbe 1.564.700 prebivalcev, pri čemer je bilo to prebivalstvo večinoma Tadžikistancev. Do leta 1929 je bilo mesto v ruščini znano kot Djušambe, and from 1929 to 1961 as Stalinabad, od leta 1929 do 1961 pa kot Stalinabad po Josifu Stalinu. Dušanbe leži v dolini Hisar, ki je omejena z gorovjem Hisar na severu in vzhodu ter gorovjem Babatag, Aktau, Rangontau in Karatau na jugu in ima nadmorsko višino 750–930 m. Mesto je razdeljeno na štiri okrožja: Ismail Samani, Avicenna, Firduzi in Šah Mansur.
V starih časih so to, kar je zdaj ali je blizu sodobnega Dušanbeja, naselili različni imperiji in ljudstva, vključno z mousterskimi uporabniki orodja, različnimi neolitskimi kulturami, Ahemenidskim cesarstvom, Grško-Baktrijo, Kušanskim cesarstvom in Heftaliti. V srednjem veku se je v bližini današnjega Dušanbeja pojavilo več naselij, kot sta Hulbuk in njegova znamenita palača guvernerja Hulbuka. Od 17. do zgodnjega 20. stoletja je Dušanbe prerasel v tržno vas, ki jo je včasih nadzoroval beg Hisorja, Balkha in nazadnje Buhare, preden ga je osvojil Ruski imperij. Dušanbe so leta 1922 zavzeli boljševiki, mesto pa je leta 1924 postalo glavno mesto Tadžikistanske avtonomne sovjetske socialistične republike, s čimer se je začel razvoj Dušanbeja in hitra rast prebivalstva, ki se je nadaljevala vse do državljanske vojne. Po vojni je mesto postalo glavno mesto neodvisnega Tadžikistana in nadaljevalo svojo rast in razvoj v sodobno mesto, danes dom številnih mednarodnih konferenc.
Velik del izobraževalnega sistema v Dušanbeju izvira iz sovjetskih časov in ima zapuščino državnega nadzora; danes največjo univerzo v Dušanbeju, Tadžikistansko nacionalno univerzo, financira vlada. Mednarodno letališče Dušanbe je glavno letališče v mestu. Druge oblike prevoza vključujejo trolejbusni sistem iz leta 1955, mali železniški sistem in ceste, ki prečkajo mesto. Elektrika v Dušanbeju je predvsem hidroelektrična, ki jo proizvaja jez Nurek, zastareli vodni sistem pa je iz leta 1932. Zdravstveni sistem Tadžikistana je skoncentriran v Dušanbeju, kar pomeni, da so glavne bolnišnice v državi v mestu. Mesto predstavlja 20 % tadžikistanskega BDP in ima velik industrijski, finančni, maloprodajni in turistični sektor. Parki in glavne znamenitosti mesta so park Zmage, Rudakijev park, Narodni muzej Tadžikistana, Operno in baletno gledališče Ajni, Nacionalna knjižnica Tadžikistana, drog za zastavo v Dušanbeju, Palača naroda in Narodni muzej starin Tadžikistana.

## Etimologija
Dušanbe je bil kraj velikega bazarja, ki je deloval ob ponedeljkih. To je povzročilo ime Dušanbe-Bazar ((tadžiško Душанбе Бозор, Dushanbe Bozor) iz Dušanbe, kar pomeni ponedeljek v perzijskem jeziku – dobesedno drugi dan (du) po soboti (šanbe). Konec leta 1929 se je mesto preimenovalo v Stalinabad (Stalinovo mesto), vendar se je konec leta 1961 zaradi destalinizacije vrnilo v ime Dušanbe.[15]

## Zgodovina

### Zgodnja zgodovina
V kameni dobi so musterjevski uporabniki orodja naseljevali dolino Hisar blizu današnjega Dušanbeja. Kultura Hisar, katere kamnita orodja so bila odkrita v današnjem Dušanbeju ob sotočju Varzoba in Lučoba, Biškentska kultura in kultura Vakhš naj bi naseljevale dolino v 2. tisočletju pr. n. št., v obdobju neolitika, in so se ukvarjale predvsem z živinorejo, poljedelstvom in tkalstvom.
V bližini mednarodnega letališča Dušanbe so odkrili grobove iz bronaste dobe, ki segajo od konca 2. do začetka 1. tisočletja pred našim štetjem. Ahemenidsko posodo in keramiko so našli 6 kilometrov vzhodno od Dušanbeja v Kiblaju, saj so mesto nadzorovali Ahemenidi od 6. stoletja pred našim štetjem. Arheološki ostanki majhne citadele iz 5. stoletja pr. n. št. so bili odkriti 40 kilometrov južno in klinaste bakrene sekire so odkrili iz 2. stoletja pr. n. št..
Selevkidi so regijo osvojili leta 312 pr. n. št.. Majhna grško-baktrijska naselbina s približno 40 hektarji je bila datirana v konec 3. stoletja pred našim štetjem. Najstarejši kovanec, ki so ga našli v mestu, je grško-baktrijski kovanec z upodobitvijo Evkratida (vladal 171–145 pr. n. št.), drugi pa je bil najden z upodobitvijo Dioniza. Na levem bregu reke Varzob je bilo tudi kušansko mesto od 2. stoletja pred našim štetjem do 3. stoletja našega štetja, ki je vsebovalo grobišča iz tega časovnega obdobja. Kušani so ustvarili druge naselbine, kot so Garavkala, Tepai Šah, Šahrinau in Uzbekontepa. Sasanidsko cesarstvo je napadlo Sogdijano v 5. stoletju in morda dalo kovance kot poklon Kidaritom, ki so končali na mestu današnjega mesta.
Ruševine budističnega samostana heftalitske dobe poznega 5. do 6. stoletja, ki se zdaj imenuje Ajina Tepe, ležijo v dolini Vakš blizu Dušanbeja. Odkrili so tudi druge naselbine iz obdobja Toharistana, kot je mesto Šišikona, ki je bilo uničeno v času Sovjetske zveze in izpraznjeno med mongolsko invazijo. Mednarodna trgovina se je v tem obdobju v regiji okrepila. Iz tega obdobja so odkrili tudi grad. Leta 582 je Zahodni turški kaganat prevzel nadzor nad regijo. V 7. stoletju je regijo obiskal kitajski romar in omenil mesto Šuman, verjetno na mestu današnjega Dušanbeja.
Po arabskem osvajanju so Samanidi nadzorovali regijo, ki je bila vpletena v obrt in trgovino. V 10. do 12. stoletju se je v bližini Dušanbeja razvilo srednjeveško mesto Hulbuk, ki je vsebovalo predvsem palačo guvernerja Hulbuka, »umetniški zaklad tadžikistanskega ljudstva«, med drugimi manjšimi srednjeveškimi naselbinami, kot je Šišikhona. Karahanidi so kovali kovance od leta 1018 do 1019, ki so jih našli v mestu. Mesto je bilo pod vplivom Guridov od 12. do 13. stoletja.
Druga manjša naselja so bila ustanovljena v poznem srednjem veku po mongolski invaziji, kot sta Abdulaevski in Šainak. Timur Lenk je osvojil regijo v tem časovnem obdobju in različni drugi imperiji so nadzorovali mesto. Gospodarstvo mesta se je začelo bolj zanašati na obrt in trgovino.
- Biškentska kultura
- Kultura Vakhš
- Karahanidski kanat
- Grško-baktrijsko kraljestvo

### Tržno mesto
Dušanbe se je v zgodovinskih zapisih prvič pojavil leta 1676 v pismu, ki ga je balški kan Subhonkuli Bahodur poslal Fjodorju III., ruskemu carju. Vendar je balški zgodovinar Mahmud ibn Vali omenil to območje v 1630-ih v knjigi Morje skrivnosti glede vrednot plemičev. Sprva se je mesto imenovalo Kasabai Dušanbe (perzijsko قصبه دوشنبه, ko je bilo pod nadzorom Balha. To ime je odražalo status Dušanbeja kot mesta, pri čemer Kasaba pomeni mesto, in vpliv trgovine, saj je ime Dušanbe, kar v perzijščini pomeni ponedeljek, nastalo zaradi velikega bazarja v vasi, ki je deloval ob ponedeljkih. Lokacija Dušanbeja med karavanskimi potmi, ki so vodile vzhod–zahod iz doline Hisar skozi Karategin v dolino Alaj in sever–jug do reke Kafirnigan ter nato v dolino Vakš in Afganistan prek prelaza Anzob iz Ferganske in Zaravšanske doline, ki je na koncu vodila trgovce v Buharo, Samarkand, Pamir in Afganistan spodbudila razvoj trga. Takrat je imelo mesto okoli 7000–8000 prebivalcev s približno 500–600 gospodinjstvi.
Do leta 1826 se je mesto imenovalo Dušanbe Kurgan (tadžiško Душанбе Қурғон, latinizirano: Dushanbe Qurghon, s pripono kurƣon iz turškega kurğan, kar pomeni 'trdnjava'). Prvič je bil rusificiran kot Djušambe (Дюшамбе) leta 1875. Imel je karavanseraj, postajališče za potnike v Samarkand, Hujand, Kulob in Pamir. Na prelomu 19. stoletja se je ponašal s 14 mošejami z mektebi, 2 medresama in 14 čajnicami. Takrat je bilo mesto citadela na strmem bregu na levem bregu reke Varzob z 10.000 prebivalci. Bilo je središče tkalstva, strojenja in taljenja železa v regiji. Različne države, vključno s Hisorjem, so izvajale nadzor nad mestom v 18. in zgodnjem 19. stoletju kljub buharskim trditvam o suverenosti. Leta 1868 je carska vlada vzpostavila suverenost nad Buharo. V nestabilnem okolju ruske intervencije in lokalnih uporov je Buhara prevzela regijo Dušanbe, nadzor nad katero je emirat lahko obdržal s postopno vzpostavitvijo centralizirane države pod ruskim vplivom. Prva bolnišnica v vasi je bila zgrajena leta 1915 z rusko naložbo in zgodnja železnica je bila predlagana za povezavo tržnega mesta z ruskim železniškim sistemom leta 1909, vendar je bila opuščena, potem ko je pregled ugotovil, da podvig ne bi bil donosen, čeprav je mesto imelo delujočo železnico do Kagana.
Leta 1920 se je zadnji buharski emir za kratek čas zatekel v Dušanbe, potem ko ga je strmoglavila boljševiška revolucija. Potem ko je Rdeča armada naslednje leto osvojila območje, je 4. marca 1921 pobegnil v Afganistan.  Februarja 1922 so mesto po obleganju zavzele enote Basmači, ki jih je vodil Enver Paša, vendar je malo pred smrtjo Enverja Paše 4. avgusta 1922 pred Dušanbejem 14. julija 1922 spet prišlo pod oblast boljševikov. Do ustanovitve Tadžiške ASSR je bil del Buharske PSR.

#### Glavno mesto Tadžiške ASSR
Dušanbe je bil razglašen za glavno mesto Tadžikistanske avtonomne sovjetske socialistične republike kot dela Uzbekistanske sovjetske socialistične republike oktobra 1924, vlada pa je uradno začela delovati 15. marca 1925.
Dušanbe je bil izbran namesto večje naseljenih vasi v Tadžikistanu zaradi svoje vloge križišča, saj je njegov velik trg služil kot kraj srečanja za večino prebivalcev Tadžikistana. Ob trgu je bila živahna živinorejska trgovina, pa tudi trgovina s tkaninami, usnjem, kositrnimi izdelki in orožjem. Blaga sredozemska klima je bila še en razlog, da so sovjetske oblasti izbrale mesto za prestolnico.
Pred emirjevo preselitvijo v mesto je imel Dušanbe edino judovsko prebivalstvo v vzhodni Buhari (približno 600), ki se je ukvarjalo s trgovino in krojaštvom. Ko se je emir leta 1920 preselil v mesto, je bilo premoženje judovskega prebivalstva izropano in Judje preseljeni v Hisor. Nazaj v Dušanbe so jih spustili šele, ko ga je Rdeča armada osvojila, v 1920-ih in 1930-ih pa se je njihovo prebivalstvo postopoma povečalo z buharskimi priseljenci. Dušanbe je bil tudi uradno priznan kot prestolnica Buharskega emirata v zadnjih dneh, saj je služil kot zadnje zatočišče zadnjega buharskega emirja med njegovo osvojitvijo s strani Sovjetske zveze, kar je morda še en motivacijski dejavnik za odločitev o ustanovitvi nove prestolnice ASSR v vasi. Prebivalstvo med sovjetskim osvajanjem in upori basmačijev se je zmanjšalo z že tako pičlih 3140 leta 1920 na samo 283 leta 1924, pri čemer je ostalo samo še 40 hiš. Da bi pomagale pri okrevanju, so sovjetske oblasti velik del prebivalstva začasno oprostile plačila davkov. Leta 1923 so Sovjeti vzpostavili prvo telegrafsko povezavo Dušanbeja do Buhare, začeli s prvo železnico do Termeza in leta 1924 postavili telefonsko centralo. 12. avgusta 1924 je v arabščini izšel prvi mestni časopis Glas vzhoda (rusko Овози Шарк), kmalu zatem pa je začel izhajati še časopis v ruskem jeziku Rdeči Tadžikistan (rusko Красный Таджикистан). V tem času so bile v Dušanbe uvedene elektrarne in elektrika. Do konca leta 1924 so začele delovati prve redne letalske proge iz Dušanbeja, z eno povezavo do Buhare in kasneje z eno do Taškenta. Tega leta je bila ustanovljena tudi pošta. Gradnja železnice se je začela 24. junija 1926 in je bila dokončana novembra 1929, povezala je Dušanbe s transkaspijsko železnico in spodbudila gospodarsko rast. Leta 1925 je bil v prestolnici zgrajen prvi deški internat. 1. septembra 1927 se je v Dušanbeju odprla prva pedagoška šola, novembra pa je bila dokončana cesta od Dušanbeja do Kuloba. Tadžiki s podeželja so dobili pomoč in brezplačna zemljišča v glavnem mestu za povečanje prebivalstva in razvoj.

### Glavno mesto Tadžiške SSR
Tadžiška sovjetska socialistična republika, prej Tadžiška ASSR, se je leta 1929 ločila od Uzbekistanske SSR, njeno glavno mesto Djušambe pa se je 19. oktobra 1929 preimenovalo v Stalinabad (rusko Сталинабад;  tadžiško Сталинобод, latinizirano: Stalinobod) po Josifu Stalinu, ki je vključeval bližnje vasi Šohmansur, Mavlono in Sari Osijo.
V naslednjih letih se je mesto hitro razvijalo. Sovjeti so območje spremenili v središče proizvodnje bombaža in svile, v mesto pa se je preselilo več deset tisoč ljudi. Prebivalstvo se je povečalo tudi s tisoči etničnih Tadžikov, ki so se iz Uzbekistana preselili v Tadžikistan po prenosu Buhare in Samarkanda na Uzbekistansko SSR kot del nacionalne razmejitve v Srednji Aziji. Industrija v tem obdobju je bila omejena, osredotočena na lokalno proizvodnjo, čeprav se je od leta 1913 do leta 1940 povečala za devetkrat. Prva avtobusna linija je začela delovati leta 1930, leta 1938 pa so komsomolski člani zgradili Komsomolskoje jezero v mestu.
- Stavba nekdanjega vrhovnega sovjeta
- Nekdanja stavba Centralnega komiteja, porušena leta 2021

Mnogi od teh projektov so se zgodili med županovanjem Abdukarima Rozikova, enega prvih županov Dušanbeja v letih 1925–1932, ki si ga je prizadeval spremeniti v »vzorčno komunistično mesto« s pomočjo modernizacije in urbanističnega načrtovanja. Mihail Kalitin je nadaljeval industrijski razvoj Dušanbeja, zgradil Komsomolskoye jezero in spodbujal industrijo v mestu. Proti koncu tega obdobja, v poznih 1930-ih, je bilo v Dušanbeju 4295 stavb.
Med drugo svetovno vojno se je prebivalstvo Dušanbeja in Tadžikistana povečalo s 100.000 evakuiranimi z vzhodne fronte, zaradi česar so v mestu namestili 17 bolnišnic. Med vojno se je močno povečala tudi mestna industrija, saj so Sovjeti želeli kritično infrastrukturo premakniti daleč za sovražnikovo linijo, rasle pa so tudi industrije, kot sta proizvodnja tekstila in predelava hrane. Leta 1954 je bilo v mestu 30 šol; medicinski inštitut, imenovan po Aviceni; Stalinabadska akademija znanosti; Univerza v Stalinabadu, ki je bila ustanovljena leta 1947 in je imela 1500 študentov in Stalinabadski pedagoški inštitut za ženske, ustanovljen 1. septembra 1953. Leta 1960 je oskrba s plinom dosegla prestolnico po plinovodu, odprtem od Kizila do Tumhuka do Dušanbeja. 10. novembra 1961 se je Stalinabad kot del destalinizacije preimenoval nazaj v Dušanbe, ime pa je obdržal še danes. Leta 1960 je bil pod vodstvom Mahmudbeka Narzibekova v mestu zgrajen prvi živalski vrt. Kasneje v desetletju je župan razvil načrt za odpravo stanovanjskega pomanjkanja in zagotovitev brezplačnih stanovanj.
Jez Nurek, ki je bil takrat najvišji jez na svetu, je bil dokončan 90 kilometrov jugovzhodno od Dušanbeja v 1960-ih. V tem obdobju so začeli graditi tudi jez Rogun, gorvodno od jezu Nurek. Oba sta bila megaprojekta, namenjena predstavitvi sovjetskih inovacij in razvoja v Tadžikistanu. Medtem ko je bil jez Nurek dokončan, je bil jez Rogun odpovedan v 1970-ih zaradi stagnacije sovjetske gospodarske rasti. 2. avgusta 1979 je prebivalstvo Dušanbeja doseglo 500.000 in imelo najvišjo stopnjo rasti prebivalstva v Sovjetski zvezi.

### Glavno mesto Tadžikistana
Dušanbe je postal glavno mesto neodvisnega Tadžikistana 9. septembra 1991. Iran, ZDA in Rusija so v začetku leta 1992 kmalu odprle veleposlaništva v Dušanbeju.
Dušanbe je med večino državljanske vojne v Tadžikistanu 1992–1997 nadzorovala vlada, ki jo je podpirala Ljudska fronta, čeprav je islamistična in demokratična združena tadžikistanska opozicija leta 1992 uspela zavzeti prestolnico, dokler 8000 vladnih enot, ki sta jih podpirala Rusija in Uzbekistan, ni ponovno prevzelo nadzora nad Dušanbejem. Večina ruskega prebivalstva je pobegnila iz prestolnice med nasiljem v tem časovnem obdobju, medtem ko se je veliko število podeželskih Tadžikov preselilo vanjo; do leta 1993 je več kot polovica ruskega prebivalstva zbežala. Frakcije med državljansko vojno so bile organizirane predvsem po regionalnih linijah. Vojna se je končala s premirjem 27. junija 1997, ki so ga upravljali ZN in je opoziciji zagotovilo 30 % položajev v vladi.
Leta 2000 je Dušanbe prvič dobil dostop do interneta. Leta 2004 je Unesco razglasil Dušanbe za mesto miru. Mahmadsaid Ubaidulloev je bil leta 1996 razglašen za župana Dušanbeja, potem ko so v času državljanske vojne mnogi rekli, da resnično nadzoruje vlado. Bil je najdaljši župan prestolnice, 21 let, do leta 2017. Od osamosvojitve je mestno gospodarstvo vztrajno raslo do recesije zaradi COVID-19. Januarja 2017 je bil Rustam Emomali, sin sedanjega predsednika Emomali Rahmona, imenovan za župana Dušanbeja, kar nekateri analitiki vidijo kot korak k doseganju vrha vlade.

## Geografija
Dušanbe leži na sotočju dveh rek, Varzob (teče od severa proti jugu) in Kofarnihon. Je 750–930 metrov nad morsko gladino; na jugu in zahodu je višina bližje 750–800 m, medtem ko na severu in severovzhodu doseže 900–950 metrov. Severno in vzhodno od mesta omejuje pogorje Hisar, ki lahko doseže do 4000 metrov nadmorske višine, na jugu pa je omejeno z gorami Babatag, Aktau, Rangontau in Karatau, ki dosežejo višino od 1400 metrov do 1700 metrov nadmorske višine; Dušanbe je torej medgorska kotlina v dolini Hisar. Ima predvsem hribovit teren. 80 % stavb v Dušanbeju stoji v dolini, ki ima širino približno 18–100 kilometrov. Pred 1960-imia je bila večina Dušanbeja na levem bregu reke Varzob, vendar se je zaradi povečane gradnje mesto razširilo čez reko.
Dušanbe je na območju z visoko seizmičnostjo. Magnituda potencialnih potresov naj bi dosegla največ 7,5-8. V zadnjih 100 letih je bilo v mestu čutiti veliko potresov z magnitudo 5-6, kot na primer potres v Khaitu leta 1949.

### Podnebje
Dušanbe ima sredozemsko podnebje (Köppen: Csa) z nekaj vplivi vlažnega celinskega podnebja (Köppen: Dsa) zaradi bližnjih ledenikov in gorovja. Mesto odlikujejo vroča poletja in mrzle zime. Podnebje je bolj vlažno kot v drugih srednjeazijskih prestolnicah, s povprečno letno količino padavin nad 500 milimetrov, saj vlažen zrak pozimi in spomladi teče po okoliški dolini. Zime niso tako mrzle kot severno od pogorja Hisar, ker mesto ščitijo gore pred izjemno mrzlim zrakom iz Sibirije. Sneg je povprečno 25 dni na leto, oblačnih dni pa je povprečno 24 dni na leto. Vendar pa padavine pozimi običajno padajo kot dež in ne sneg. Okoliške gore prepovedujejo močnim vetrovom vstop v mesto, čeprav piha dosledno blag vetrič.
Zima v Dušanbeju se začne 7. decembra in konča 22. februarja; pomlad se začne 22. februarja in konča 17. maja. Spomladi so cikloni in dež najvišji, skupaj z nevihtami in točo, ki povzroči veliko škodo in se pojavlja približno 3 dni na leto. Poletje se začne 17. maja in konča 14. avgusta, najboljše obdobje za kmetijstvo. V tem času nastopi suho vreme, kar dokazuje močan upad padavin poleti. Topla in suha jesen se začne 14. avgusta in konča 7. decembra.

### Rastlinstvo in živalstvo
Pred 20. stoletjem je imelo mesto nekaj vegetacije, kot so grmi buharskih mandljev, vendar je nastanek mesta večinoma odstranil naravno vegetacijo. Zeleni pas in botanični vrt pa sta v mesto vnesla novo rastlinje. V mestu je več kot 150 vrst dreves in grmovnic, od katerih jih je samo okoli 15 avtohtonih v mestu, 22 % mesta pa zasedajo zelene površine.
V mestnem Dušanbeju je 14 identificiranih vrst sesalcev, med njimi lisica, podlasica, pegasti dihur, dolgouhi jež, pet vrst netopirjev in pet glodavcev. V mestu je 130 identificiranih vrst ptic, kot so golobi skalnjaki, modri golobi in grlice. Ptice selivke so pogoste, pogosto ostanejo le jeseni in poleti. V Dušanbeju je 47 identificiranih plazilcev, kot so gekoni, kače, kuščarji in želve. Dvoživke, kot sta močvirska žaba in zelena krastača, živijo v čistejših vodnih telesih mesta. 14 identificiranih vrst rib Dušanbeja živi v rekah, jezerih in ribnikih mesta. V mestu živi 300 identificiranih vrst žuželk, večinoma škržatov, luskarjev, listnih uši,  hroščev in metuljev. V mestu živi tudi endemični Hippotion celerio, žuželka, ki prenaša malarijo. Fitonematode so grožnja rastlinam v mestu, saj jih je 55 različnih identificiranih vrst, med katerimi so najbolj škodljive koreninske ogorčice. Med redke ali ogrožene vrste sodijo tahisfeks, orel Icthyophaga leucogaster in netopir Tadarida teniotis.

### Okrožja
Dušanbe je razdeljen na naslednja okrožja:
| Ime                                                                                      | Nekdanje ime                | Površina km2 (2020) | Štev. prebivalcev, oseb (od prejšnjih meja 2019) | Okrožni predsednik            |
| ---------------------------------------------------------------------------------------- | --------------------------- | ------------------- | ------------------------------------------------ | ----------------------------- |
| Ismail Samani (tadžiško Исмоили Сомонӣ, Ismoili Somoni; perzijsko اسماعیل سامانی‌‎)        | Oktober (Октябрьский)       | 37,6                | 148.700                                          | Sami Sharif Hamid             |
| Avicenna (Sino) (tadžiško Абӯалӣ Ибни Сино, Abūali Ibni Sino; perzijsko ابوعلی ابن سینا‌‎) | Frunzenski (Фрунзенский)    | 62,2                | 326.100                                          | Salimzoda Nusratullo Faizullo |
| Firduzi (tadžiško Фирдавсӣ, Firdavsi; perzijsko فردوسی‌‎)                                  | Central (Центральный)       | 54,5                | 209.000                                          | Yusufi Muhammadrahim          |
| Šah Mansur (tadžiško Шоҳмансур, Shohmansur; perzijsko شاه منصور‌‎)                         | Železnica (Железнодорожный) | 48,9                | 162.600                                          | Bilol Ibrohim                 |

## Demografija
Prebivalstvo Dušanbeja je po sovjetski invaziji v 1920-ih hitro raslo, med tadžikistansko državljansko vojno in naraščajočimi nemiri v devetdesetih letih prejšnjega stoletja se je zmanjšalo, po tem obdobju pa je spet začelo rasti. Sredi 20. stoletja je bilo v mestu večinsko rusko/vzhodnoevropsko prebivalstvo, toda po državljanski vojni je veliko Rusov zapustilo mesto in tadžikistansko prebivalstvo je postalo prevladujoče. Od leta 2005 do 2014 se je v mesto priselilo skupno 53.118 ljudi. Povprečna pričakovana življenjska doba v Dušanbeju je leta 2014 na splošno znašala 74,1 leta, od tega 71,9 leta za moške in 76,3 leta za ženske.

### Religija
Islam je bil v Dušanbe uveden v 8. stoletju in danes večina mesta sledi sunitskemu islamu. V mestu je majhna katoliška skupnost 120 članov v cerkvi sv. Jožefa. V Tadžikistanu je okoli 350 Judov, katerih sinagoga je bila uničena leta 2006, vendar je bila leta 2008 zamenjana.
9. septembra 2009 je župan Mahmadsaid Ubaidulloyev podprl načrt Islamske izobraževalne, znanstvene in kulturne organizacije, da prizna Dušanbe kot prestolnico islamske kulture za leto 2010. Oktobra 2009 je predsednik Emomali Rahmon začel gradnjo nove osrednje mošeje v Dušanbeju, ki so jo zgradili na račun katarskih vlagateljev. Nadomestila bo obstoječo mošejo Hadži Jakub in naj bi postala največja v Srednji Aziji. Gradnja se je začela leta 2011 s prvotnim datumom odprtja leta 2014; februarja 2021 pa je bil spremenjeni datum odprtja prestavljen.
Ruska pravoslavna cerkev je še ena verska skupina v mestu. Cerkev sv. Nikolaja v Dušanbeju je središče čaščenja pravoslavne skupnosti.
- Verske zgradbe v Dušanbeju
- Sinagoga v Dušanbeju